# Popeye
Popeye — видеоигра в жанре платформенной аркады, разработанная и изданная компанией Nintendo в 1982-м году для игровых автоматов и позже портированная на другие игровые платформы. Героями игры являются персонажи одноимённого мультипликационного фильма про моряка Попая.

## Игровой процесс

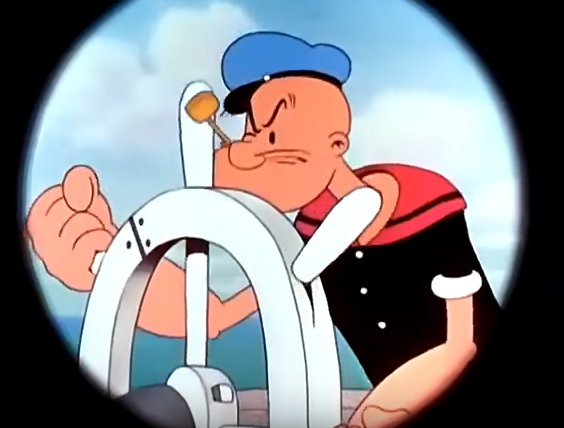
Снимок из игры Popeye

Игровой процесс достаточно прост: моряк Попай бегает по одноэкранному уровню в несколько этажей и собирает сердечки (на других уровнях музыкальные ноты и буквы послания), которые бросает ему его возлюбленная Олив. Чем выше этаж, на котором пойман бонус, тем больше очков он приносит. Моряка преследует Блуто — его враг и соперник в любви, он способен кидаться предметами по прямой, а также иногда совершает прыжки вверх и вниз по этажам, пытаясь поймать вас. На одном из уровней (корабле) противнику также помогает птица, которую можно ударить кулаком, и она упадет, но она снова появится через несколько секунд. Столкновение с Блуто и с птицей влечёт потерю одной жизни. Ещё одна трудность игры заключается в том, что на высоких уровнях Блуто начинает бросать сверху черепа, которые ведут к гибели Попая. Для того, чтобы избавиться от преследования, Попай может один раз за уровень съесть банку шпината, которая расположена по углам лестниц, либо скинуть Блуто на голову ведро, однако время действия шпината ограничено (в это время играет музыка из мультфильма). Выбывший Блуто возвращается в игру уже через несколько секунд.
Как и большинство аркадных игр начального периода, эта игра не имеет конца. В ней всего 3 уровня, которые повторяются бесконечно, с каждым циклом сложность возрастает.

## Интересные факты
- Первоначальный проект игры Donkey Kong от Nintendo использовал в качестве персонажей героев мультфильма про моряка Попая. В качестве злодея должен был выступать Блуто, Олив выполняла роль «девушки в беде», а протагонистом должен был стать сам Попай. Но в ходе переговоров «King Features Syndicate» отказал Nintendo в лицензировании продукта, и Donkey Kong вышел в 1981-м году в том виде, в котором мы его знаем. Позже, когда игра приобрела невероятную популярность, «King Features» изменил решение, результатом чего и стало появление в 1982-м году игры Popeye.